# Oi!
Oi! (ой) — музыкальное направление, возникшее в Англии в конце 70-х годов как ответвление панк-рока, призванное вернуть последний к его истинным пролетарским корням.

## Характеристики Oi!
Для музыки Oi! — «панк-рока для рабочего класса» — характерны более медленное (в сравнении с панком) звучание, общая сверхагрессивность и прямолинейные, откровенные тексты. Основные Oi!-темы: противостояние власти во всех её формах; пролетарская солидарность; ненависть к полиции; околофутбольные страсти; прославление таких качеств как сила, достоинство и т. д.; иногда — различных видов асоциального поведения.
По словам Андре Шлезингера (англ. André Schlesinger), вокалиста The Press: «У музыки Oi! есть много общего с фолком: те же упрощённые музыкальные структуры, сочетание — в чём-то утонченности, в остальном — грубости, не говоря уже о том, что, честная до жестокости, Oi-песня, как правило, рассказывает реальную, жизненную историю».

## Происхождение термина
Первоначально возглас «Oi!» употреблялся в наречии кокни и был призван заставить окружающих обернуться на улице. Термин «Oi!» в применении к новой разновидности панк-рока первым использовал Гарри Бушелл — по следам песни «Oi! Oi! Oi!» из альбома Greatest Hits Vol. 2 группы Cockney Rejects. 
До этого, возглас «Oi! Oi!» нередко использовал Иэн Дьюри, который, в свою очередь, заимствовал его у кокни-юмориста Джимми Уилера (англ. Jimmy Wheeler), чья фирменная фраза звучала так: «Oi, Oi that’s yer lot».

## История Oi!-движения
Корни Oi! находятся в панк-культуре, но с её внешней стороной не имеют ничего общего. Напротив, Oi! явился реакцией уличных панков на коммерческую версию панк-идеалов, представленную умелыми музыкальными исполнителями (МакЛарен (менеджер Sex Pistols) и др.), выходцами из среднего класса и художественных колледжей (The Clash).

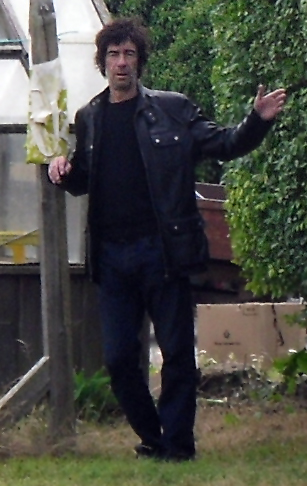
Джимми Пёрси, 2009

Как отмечал Бушелл, в каком-то смысле Oi! стал реальным воплощением идей, которые на панк-сцене 1976-77 годов были представлены в карикатурно-художественном виде, оформленном торговцами с Кинг’с Роуд.
Во многом истинную, уличную панк-культуру представляли первые прото-oi!-группы, вышедшие из паб-рока: Cock Sparrer, Sham 69, Skrewdriver. Но первым разницу между уличной и сценической разновидностями панк-культуры уловил и выразил Джимми Пёрси: именно он с Sham 69 стал первым лидером oi!-панка, а в историческом контексте — и крестным отцом всего oi!-движения. При этом Пёрси пользовался среди уличных панков далеко не безоговорочным авторитетом. Он не так уж много знал обо всём том, о чём пел: тюрьмах, футбольном насилии и очередях для безработных («… Jimmy Pursey didn’t get his way/He liked to drink but he didn’t like to fight/He didn’t get his fucking homework right». — The Last Resort). Кроме того, три топ-10 хита сделали его во многом мейнстримовской фигурой. Тем не менее, Джимми Перси вошёл в историю как основоположник oi!-культуры хотя бы потому уже, что дал «путевку в жизнь» двум первым её истинным представителям: Angelic Upstarts и Cockney Rejects.

### Angelic Upstarts и Cockney Rejects
Angelic Upstarts, образовавшиеся летом 1977 года, были по классовому составу группой исключительно пролетарской. Странное исключение составлял (впоследствии со скандалом уволенный) менеджер Кит Белл, бывший уголовник, сам себя называвший «гангстером». Почти сразу же Angelic Upstarts вступили в конфликт с полицией: это произошло после того, как группа приняла участие в кампании, призывавшей расследовать убийство в полицейском участке боксёра-любителя Лиддла Тауэрса.

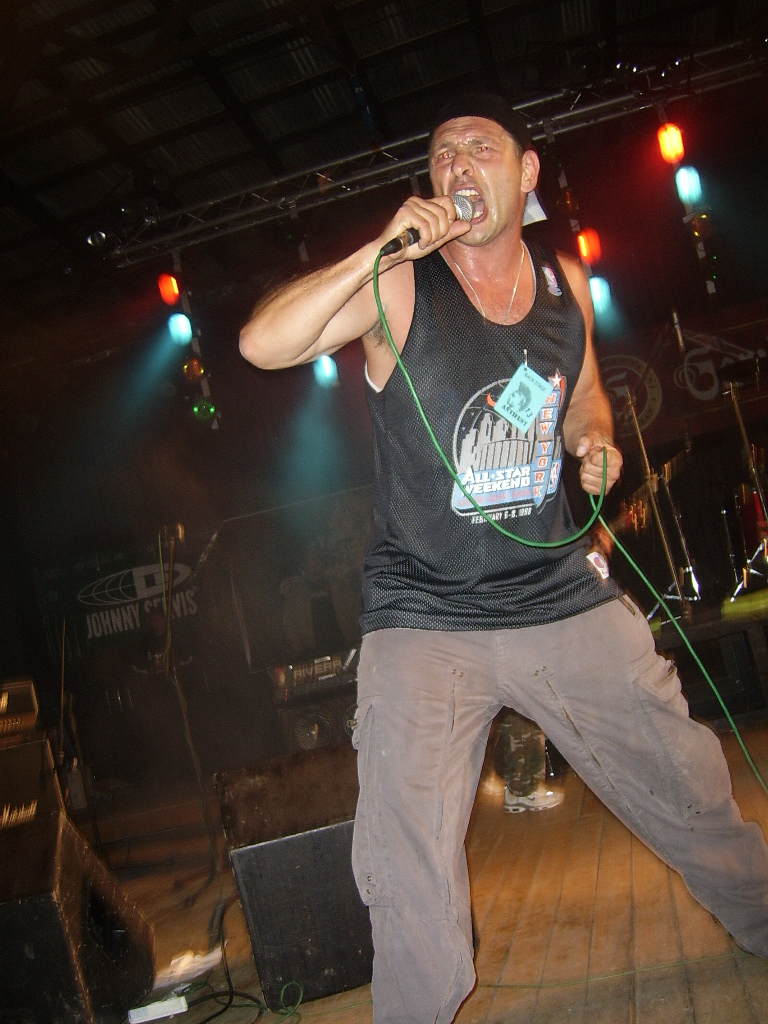
Джефф Тёрнер, Cockney Rejects

После выхода дебютного сингла «The Murder of Liddle Towers» (с «Police Oppression» — на обороте) полицейские преследования стали частью жизни Angelic Upstarts. Те, со своей стороны, отвечали контрударами: со страниц журнала Социалистической рабочей партии Rebel группа обвинила полицию в пособничестве неофашистам, а в апреле 1979 года дала беспрецедентный концерт в тюрьме «Аклингтон» англ. Acklington Prison, где едва не вызвали бунт своими антиполицейскими гимнами и антитэтчеровскими призывами. Группа нередко вступала в физическое противоборство с крайне правыми и часто принимали участие в концертах под эгидой организации Rock Against Racism.
Angelic Upstarts оказали огромное влияние на Oi!-движение. Однако первой «истинной» oi!-группой принято считать Cockney Rejects — группу, все участники которой были уличными панками и происходили из семей лондонских докеров. Во-первых, именно они впервые использовали в своих песнях возглас Oi!, во-вторых, их базовая площадка Бридж-хаус (англ. Bridge House) в Кэннинг-тауне на востоке Лондона (официально — Ист-Энд) стала центром всей Oi!-субкультуры. Аудитория Rejects большей частью состояла из фанатов «Вест Хэма», к которым позже примкнула позже истэндовская группировка Glory Boys. О том, что происходило в Бридж-хаусе Гарри Бушелл писал следующее:
Нацистов здесь не было и в помине. Большинство oi!-фэнов не интересовались политикой вообще, хоть и голосовали за лейбористов — просто в силу исторической традиции. Крошечный процент исповедовал политические крайности — левые или правые. По природе своей эти парни были прирожденными консерваторами. Они верили в одно: своё неотъемлемое право твердо стоять на ногах. Они были настроены патриотически, гордились рабочим происхождением и своей новой культурой.Гарри Бушелл
Отчасти насилие, связанное с футбольным фанатизмом, сыграло свою роковую роль в судьбе Cockney Rejects. С другой стороны, именно агрессивная фанатская аудитория, способная постоять за себя, сформировала главный в Лондоне фронт борьбы с неонацистами. «Мы готовы их встретить. Если они захотят прийти к нам с мечом, пусть готовятся от него же погибнуть. Пёрси им не смог воспротивиться. От нас им пощады не будет», — заявил фронтмен группы Стинки Тернер в интервью еженедельнику Sounds (1980). Почти на каждом концерте Cockney Rejects вынуждены были подтверждать эти слова реальными действиями.
The Rejects и The Upstarts (сокращённые названия вышесказанных групп) имели много общего: один менеджмент, те же конфликты с нацистами и полицией, общую классовую базу. Обе группы, как отмечает Бушелл, сформировали стержень нового, «реального» панка, который был заряжен классовым самосознанием и не имел ничего общего с карикатурами 77-го — булавками, бандажными штанами и прочими внешними атрибутами.

### Вторая волна Oi!-движения
В 1980 году футбольные фанаты на юго-востоке Лондон нашли себе новых героев. Ими стали Splodgenessabounds из Пекхэма, исполнявшие гибрид грубой уличной комедии и панк-рока. Группа в 1980 году трижды входила в британский Top 30, причём уже дебютный сингл «Two Pints of Lager» стал топ-10-хитом. За ними (с легкой руки Гарри Бушелла) закрепился термин punk pathetique. В ту же категорию были зачислены Peter and the Test Tube Babies из Брайтона и The Toy Dolls из Сандерленда.
«Pathetique-группы являют собой другую грань oi!. Мы тоже представляем рабочий класс, но если кто-то поет о тюрьмах и биржах труда, то мы — о селедках и задницах, и аудитория у нас соответствующая», — говорил Макс Сплодж. Пик Pathetique-движения пришёлся на 1980 год, когда в клубе Electric Ballroom прошла Pathetique Convention. Центральной фигурой там стал уличный поэт (из числа вестхэмовцев) Барни Раббл (Barney Rubble).

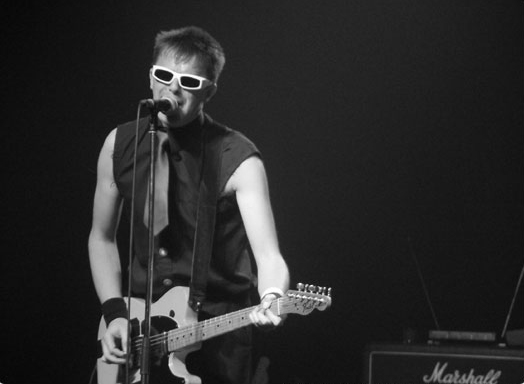
Olga, The Toy Dolls

Тем временем подоспело второе поколение Oi!-групп: это были прямые наследники Upstarts и Rejects. По следам первых пошли Criminal Class (Ковентри) и Infa-Riot (Плимут). Последователями вторых стали The 4-Skins и Red Alert (Сандерленд), а также две менее известные лондонские команды, Barney & The Rubbles и Stinky’s Postmen Combo. The Exploited также называли Rejects своим основным влиянием. В 1980 году Гарри Бушелл начал собирать первую компиляцию (она вышла в ноябре под названием Oi! — The Album, EMI) и получил множество демо-плёнок со всей страны. Так появились Blitz (Нью Миллз), The Strike (Ланкашир) и Demob (Глостер).
Как The 4-Skins, так и Infa-Riot постарались извлечь уроки из печального опыта Rejects и решили исключить возможность околофутбольных конфликтов на своих концертах. 4-Skins поддерживали сразу 4 команды (Ходжес — Вест Хэм, Хокстон — Тоттенхэм Хотспур, Стив — Арсенал, Джекобз — Милуолл). Они не имели общей политической платформы: Хокстон голосовал за либералов, Стив был левым лейбористом, Джекобс исповедовал полную аполитичность, Ходжес, «реформированный» экс-неонацист, стал активистом рабочего движения. Infa-Riot в этом смысле были очень на них похожи; единственное различие состояло в том, что они охотно играли для Rock Against Racism, организации, которую большинство oi!-групп презирали, считая «витриной» крайне левого крыла троцкистской Социалистической рабочей партии. Criminal Class также играли для RAR, но при этом ещё и поддерживали более чем сомнительную организацию Troops Out Of Ireland («За вывод войск из Ирландии»), которая, в частности, приветствовала попытку ИРА организовать покушения на членов британского правительства.

### Организационная работа
В январе 1981 года в редакции еженедельника Sounds была проведена первая Oi!-конференция. Все участники согласились в том, что необходимо участвовать в рабочем движении и играть благотворительные концерты, но на политическом поле развернулась ожесточённая полемика. Стинки Тернер яростно выступал против всех политиков и политики как таковой. Мензи доказывал, что лейбористы по-прежнему поддерживают интересы рабочего класса и что «тори представляют главную угрозу таким людям, как мы». С другой стороны, все сошлись на том, что нельзя позволить прессе налепить на Oi!-движение расистский ярлык. Ни одна Oi!-групп не провозглашала расистских или нацистских лозунгов (в составе Demob было два боксёра-полукровки). Как позже писал журнал Punk Lives, «… каждый, кто ходил на oi!-концерты, подтвердит: в зале никто не кричал: Зиг-хайль!.. По иронии судьбы, все скины-нацисты в те дни стекались на концерты Madness и Bad Manners. Oi!-движение было построено на чисто классовых принципах».
Тем временем две вспышки фанатских стычек произошли на двух концертах Infa-Riot. Группа выступила хедлайнером на первой New Punk Convention с Angelic Upstarts и Criminal Class. Концерт закончился массовой дракой между Poplar Boy (вестхэмовской группировкой) и фанатами «Арсенала». В марте 1981 года Infa-Riot играли в «Аклэм-холле» на западе Лондоне с The Last Resort. Клуб атаковали Ladbroke Grove Skins, местная группировка скинхедов: они искали вестхэмовцев, которые по иронии судьбы все были на матче в Аптон-Парке, где их команда играла с командой из СССР.
Зато вторая New Punk Convention, в Бридж-хаусе, прошла без эксцессов. Хедлайнерами были The 4-Skins (их представил Джадж Дред, исполнитель радикального реггей), а в зале собралась пестрая компания панков, скинов, а также футбольных фанатов «Вест Хэма», «Тоттенхэма», «Миллуолла», «Куинз Парк Рейнджерс», «Арсенала» и «Чарльтона». Концерт прошёл совершенно мирно, как и его продолжение — в клубе, Deuragon Arms. Многим в тот момент показалось, что мечта Джимми Перси, выраженная им в программной песне «If the Kids Are United», начинает сбываться.
Вскоре после этого Гарри Бушелл и представители ведущих Oi!-групп провели встречу, на которой обсудили возможность полного отказа от междоусобной конфронтации и начала совместной конструктивной политической работы. Идея состояла в том, чтобы сообща организовывать концерты и фестивали, создать Oi!-лейбл и положить раз и навсегда конец фанатским стычкам; другими словами, чтобы всю энергию движения перевести в русло политической борьбы. «Oi — нечто больше, нежели скин-движение, — говорил Милуолл Рой, фронтмен The Last Resort. — Oi объединяет панков и скинов как друг с другом, так и с остальными молодёжными группировками». «Oi! — это голос улицы, поэтому движение будет расти, и оно победит», — утверждал Ли Уилсон из Infa-Riot.

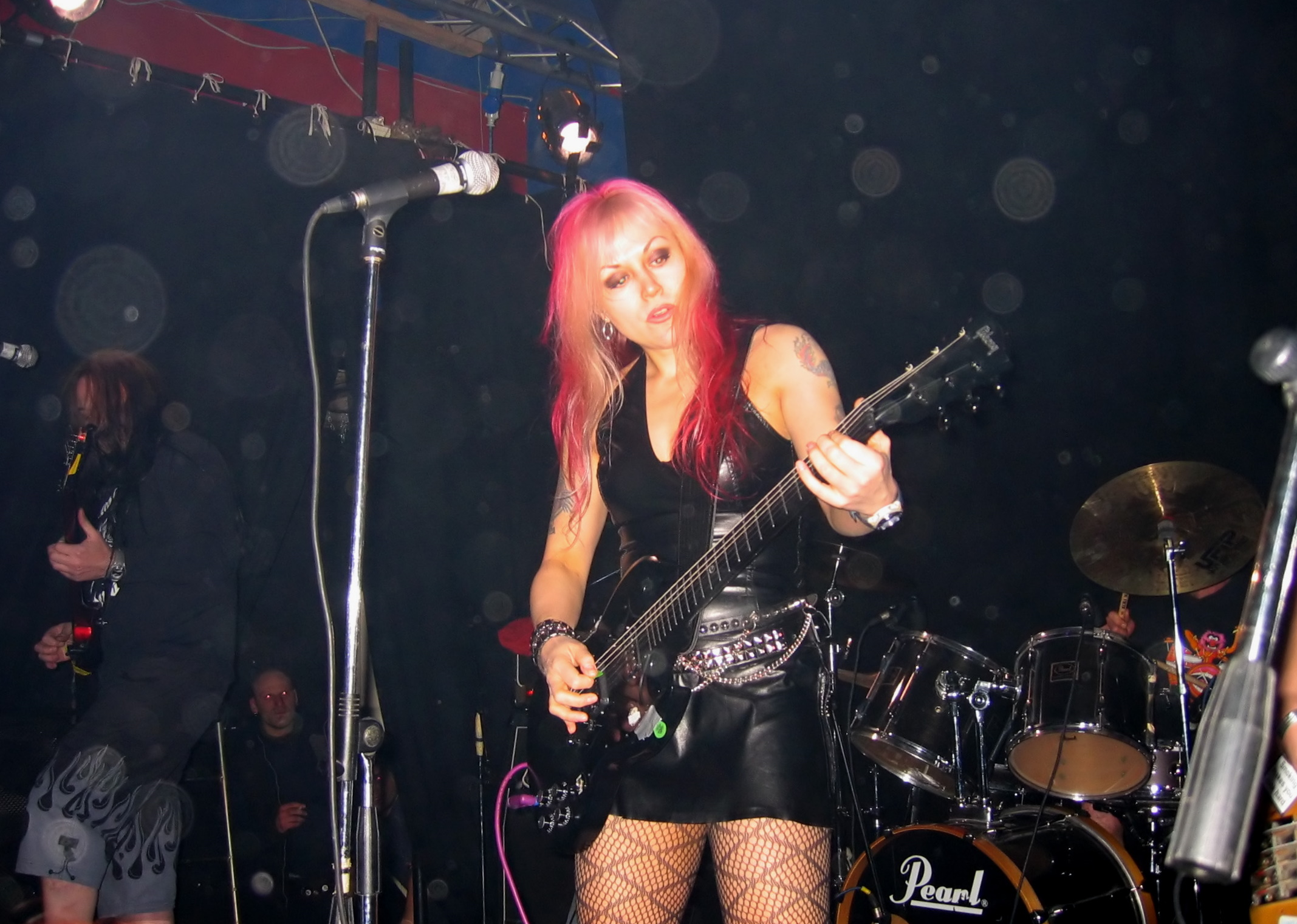
Беки Бондидж, Vice Squad

К тому моменту, когда Бушелл подготовил второй сборник Strength Thru Oi! (он вышел на Decca Records в мае 1981 года), движение объединяло в себе более пятидесяти групп, включая такие коллективы, как Buzz Kids (балансировавшие на грани Oi! и ска) с поэтом Гарри Джонсоном во главе. В июне в Конвэй-холле на Ред Лайон Сквер состоялась вторая Oi!-конференция, собравшая представителей 57 групп со всей страны. Важной темой обсуждении стала тема насилия. Беки Бондидж из Vice Squad заметила, что излишне агрессивное оформление обложки альбома Strength Thru Oi! может сослужить движению дурную службу, и большинство с ней согласились. И снова участники конференции единогласно проголосовали за то, чтобы поставить во главу угла поддержку интересов рабочего класса. Рон Роуман тут же направился на переговоры с организацией Right To Work Campaign с тем, чтобы совместно заняться подготовкой концертов.

### Волнения в Саутхолле
Сокрушительный удар по этой утопии был нанесен уже через неделю, когда на совместном концерте The 4-Skins, The Last Resort и The Business в Хамборо-Таверн в Саутхолле развернулось побоище с участием скинхедов и эмигрантов из Азии. Оно и перечеркнуло все надежды организаторов Oi!-движения на то, чтобы переправить его на политические рельсы. По мнению Бушелла, решающим фактором оказалось то, что Oi!-движение восстановило против себя весь средний класс, в особенности его левое крыло (см. «Suburban Rebels» The Business), имевшее огромное влияние на музыкальную прессу. Кроме самого Бушелла, единственным журналистом, объективно писавшим об Oi!, был Алан Расбриджер (ныне главный редактор манчестерской The Guardian).

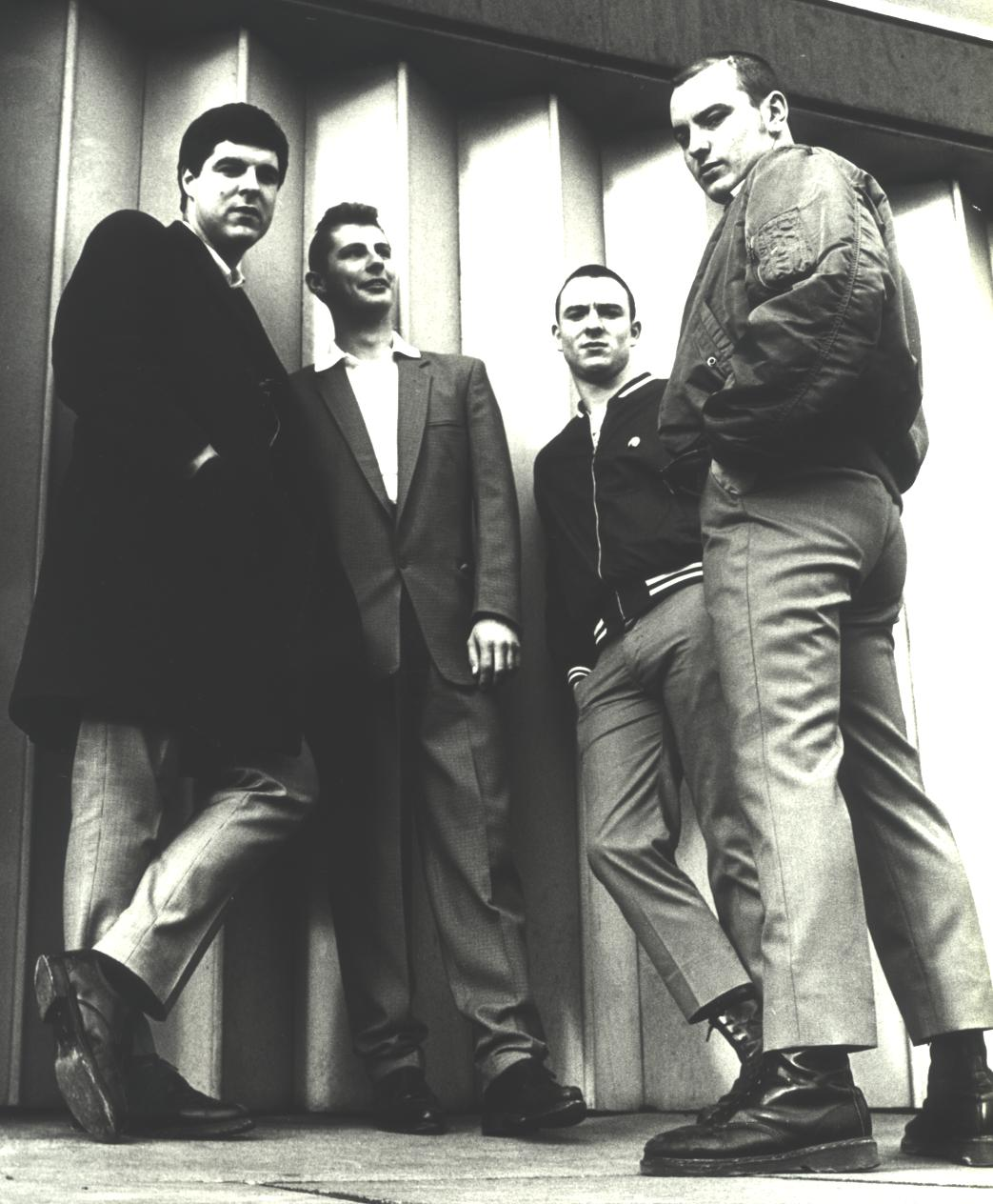
The 4-Skins, 1980

Oi!- концерт в саутхоллском клубе Hamborough Tavern был организован группировкой фанатов-вестхэмовцев, поддерживавших The 4-Skins. Пресса позже утверждала, что туда были организованно доставлены сотни вооружённых скинов, но в действительности автобусов было всего два. Их заказали The Last Resort, которые всегда помогали фэнам добираться на их концерты вне Лондона. Согласно версии прессы, скинхеды вступили в сражение — одновременно с местными жителями и полицией. В действительности, все Oi!-фэны находились в «Таверне» на концерте, когда первая бутылка с зажигательной смесью влетела в окно. Полиция не противодействовала скинхедам, напротив, защищала их от нападения извне. Газеты писали, что «мирное азиатское сообщество» было накануне «затерроризировано» приезжими. Но по официальным полицейским сводкам в течение всего дня был зафиксирован лишь один инцидент с участием скинов из Моттингема (графство Кент): причиной его явилось хамство местного продавца в магазине.
Позже стало известно, что местные азиаты забросали клуб самодельными бомбами по недоразумению, ошибочно решив, что там происходит сходка нацистов (накануне в районе, где находился клуб, на стенах появились лозунги «Национального фронта»).
«Само по себе количество бутылок с зажигательной смесью, взорванных в тот вечер, свидетельствует о том, что акция была тщательно спланирована местными азиатами, которые первыми нанесли удар», — писал Гарри Бушелл. «Если бы мы стремились к насилию, то взяли бы с собой в Саутхолл парней, а не наших жен и детей», — говорил менеджер The 4-Skins Гарри Хичкок. «Позже нас спрашивали, зачем вообще мы сунулись в этот Саутхолл, — говорил Хокстон Том из The 4-Skins. — Но, во-первых, мы тогда были рады любой возможности выступить за пределами Лондона. Во-вторых, никому и в голову не приходило, что тут могут возникнуть проблемы. The Business до этого играли в Брикстоне, The Last Resort — в Пекхэме, мы — в Хэкни, преимущественно эмигрантских районах, и ни малейших проблем ни разу не возникало».
Как отмечал Гарри Бушелл в своём эссе «Oi! — The Truth» — в прессе не был никак отражен тот факт, что узнав о готовящемся нападении, представители Oi!-групп попытались вступить в переговоры с Саутхоллским молодёжным движением (SYM) при посредничестве полиции (что представителями последней было официально подтверждено). Реакции со стороны местных активистов движения не последовало, и Oi!-фанатам пришлось защищаться своими силами. Появившиеся на следующее утро в прессе сообщения о том, что Oi!-группы привезли с собой расистские листовки, не подтвердились. Зато стало известно, что журналисты пытались подкупить oi!-фанов, чтобы те позировали с нацистским салютом перед камерами. Одного из таких репортёров своими руками вышвырнул из паба известный фанат Си Спаннер — люди, которые предлагали ему за деньги кричать «Зиг хайль!», не знали, что имеют дело с евреем.

### После Саутхолла
В Саутхолле выступления местного населения продолжились. Они имели явно выраженный антиправительственный характер, и ведущие Oi!-группы выступили на стороне демонстрантов, отреагировав такими боевыми вещами, как «One Law For Them», «Nation On Fire» и «Summer of '81» (4-Skins, Blitz и Violators соответственно). Сначала в Sounds, а потом и в книге «The Story of Oi» поэт Гарри Джонсон призвал белых и чёрных плечом к плечу выступить против правительства Тори. Sounds и Бушелл начали судебную тяжбу с Дэйли Мэйл. Яростная атака газеты на Oi! (от которой автор статей, Саймон Кинерсли впоследствии открестился), была очевидно связана с тем фактом, что Sounds находился во владении конкурирующей издательской корпорации, The Daily Express Group. В выигрыше остались лишь крайне правые: активист YNF (молодёжного подразделения Национального фронта) Джозеф Пирс (брат Стиво из Soft Cell) неожиданно для всех выступил с заявлением о том, что «Oi! — это музыкальный фланг Национального фронта» (известно, что сам он ни разу не был на Oi-концерте).
Когда Socialist Worker напечатал отчёт, основываясь на статье в Daily Mail, в редакцию посыпались письма левых скинов и панков. Выяснилось, что значительная часть фанатов The Last Resort имеют эмигрантские корни. Ставшая впоследствии знаменитой перформанс-артистка Даниэль Дакс (из семьи ортодоксальных евреев) постоянно ходила на концерты группы в Хэкни. Шеффилдские скины написали в Sounds о том, что за месяц до событий в Саутхолле 500 их представителей, белых и темнокожих, провели совместный марш в Шеффилде протестуя против безработицы и произвола полиции (под лозунгом Jobs Not Jails). Поэт Ситинг Уэллс, член SWP, рассказал о том, что тысячи скинхедов с севера страны стали участниками июньского Антинацистского фестиваля в Лидсе. Но напечатать такое в центральной прессе оказалось невозможно. Журналист Джон Глатт попытался опубликовать объективный анализ происшедшего в газете News Of the World, но его текст был раскромсан и искажен.

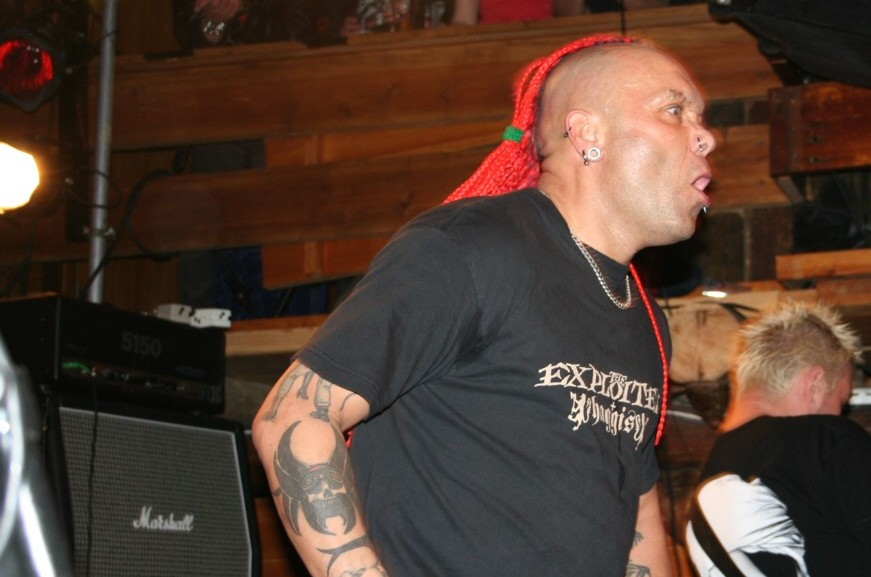
Уотти Бьюкен, The Exploited

Тем временем Oi-группы продолжили активную политическую и общественную деятельность. Гарри Ходжес выступил на телевидении, где объяснил: его группа выступает против расизма, но не желает иметь ничего общего с организацией «Рок против расизма», считая её рекламно-троцкистской. The Business, отвергнув RAR по той же причине, организовали собственный тур Oi Against Racism and Political Extremism But Still Against The System и провели его вместе с Infa-Riot, Blitz и Partisans. Infa-Riot сыграли для RAR в Шеффилде, а Blitz выступили в Блэкберне на марше Right To Work. Активисты Oi!-движения начали переговоры с Red Action, пролетарской фракцией SWP, отколовшейся от троцкистского партийного ядра. Глава фракции Мик О’Фаррелл даже написал стихотворение в поддержку Oi!, которое было помещено на обложку второй компиляции. Впрочем, этот союз оказался краткосрочным: франкция Red Action, хоть и провозглашала социалистические идеи, возглавлялась ирландскими националистами, главной темой которых был Ольстер.
В конце августа 1981 года Гарри Бушелл организовал выпуск третьего сборника своей серии, Carry on Oi! (Secret Records, октябрь 1981 года), первый тираж которого составил 35 тысяч. «Задача Oi! Состоит в том, чтобы не разделить, но объединить рабочий класс», — констатировал в своей рецензии еженедельник Melody Maker. Своих первых успехов в чартах добились The Exploited (сингл «Dead Cities») и The Business («Harry May»). Параллельно лейбл No Future Records выпустил сборник, куда вошли 22 Oi!-сингла (Blitz, Partisans, Red Alert, Peter & The Test-Tube Babies, Violators). Журнал Punk Lives подсчитал, что в 1979—1983 годах общий тираж ой-пластинок составил 2 миллиона. К 2001 году эта цифра достигла 11 миллионов.

### Начало упадка
Виниловый бум осени 1982 года был обманчивым. The 4-Skins распались, а после воссоединения (когда Хокстон Том остался единственным участником первого состава) не смогли вызвать к себе прежнего интереса. Cockney Rejects, потеряв контракт с EMI, перешли в стрит-панк, внедрив в свою музыку элементы хэви-метала, после чего умолкли на десять лет. Angelic Upstarts провели успешное американское турне, но затем под давлением EMI выпустили во всех отношениях провальный синти-рок-альбом Still From The Heart. Infa-Riot пошли по тому же пути, который завершился для них в 1984 году. The Last Resort из-под опеки менеджера Микки Френча (который рассматривал их как своего рода живую рекламу своего бутика) сумели вырваться в 1983 году, но под новым названием The Warriors успеха не имели. Этому предшествовали две потасовки с участием фанатов группы, вторая из которых, в Харлоу, была заснята корреспондентами Би-би-си. Наконец, The Exploited сбросили скин-имидж, обзавелись ирокезами и стали частью «панк-возрождения» — движение UK 82.

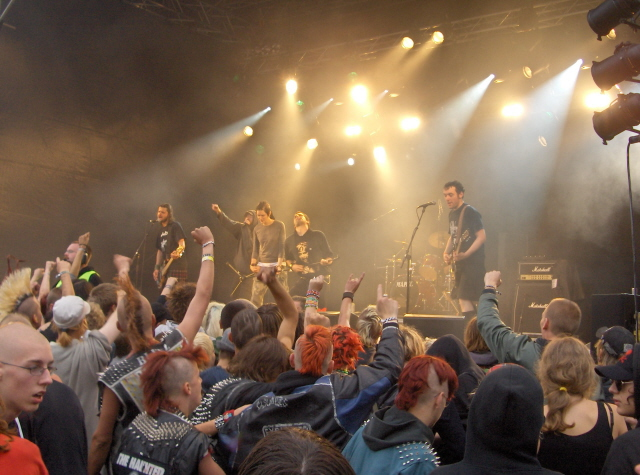
Oi Polloi

Лидерами третьей Oi!-волны стали Blitz и The Business, а также The Blood — группа в творчестве которой соединились влияния The Stranglers, Motorhead и Элиса Купера. Но Blitz распались из-за внутренних трений в 1983 году, The Business вступили в конфликт с менеджментом (уволив Рона Роумана и взяв байкера Вермилиона Сэндса), а The Blood почти отказывались гастролировать. О заметном снижении уровня новых Oi!-групп свидетельствовал четвёртый сборник Oi Oi That’s Yer Lot (Secret, октябрь 1982 года). Возможно, самая интересная из новых групп, Case из Кройдона, распалась после того, как фронтмен Мэтью Ньюмен женился на второй вокалистке Splodgenessabounds Кристин Миллер. И Taboo, возникшие из остатков Violators, постигла та же участь после того, как вокалистка Хелен поставила превыше всего интересы семьи и ребёнка.
В конце 1983 года Syndicate Records запустили новую серию Oi!-альбомов, но сборник Son of Oi приблизился лишь к 10-тысячной тиражной отметке, когда в декабре '84 года компания обанкротилась. Интересные, но нестабильные составы Burial (соединивший в своём творчестве панк- и ска- влияния) и Prole (студийный проект Гарри Бушелла и Ника Кента) не реализовали свой потенциал. Лишь Toy Dolls праздновали коммерческий успех накануне Рождества 1984 года, но их новелти-хит Nellie The Elephant к Oi!-движению не имел отношения.
Стрит-панк или Британский хардкор — поджанр панк-рока, появившийся при смешении Oi и хэви-метала в духе Motorhead и Venom. Типичные представители: The Exploited, GBH, Discharge, Anti-Nowhere League, The Casualties.
The Exploited — фактические основатели движения UK 82, названного в честь одноимённой песни группы. За ними последовали такие группы, как Discharge, English Dogs, Chaos U.K., Blitz (группа), The Partisans, Disorder, Broken Bones, Violators, Abrasive Wheels, One Way System, Vice Squad, U.K. Subs и Anti-Nowhere League.
Discharge — сторонники более серьёзного звучания — Ди-бита (d-beat), резко выделявшего их на фоне остальных хардкор-групп того времени, ориентировавшихся на более позитивное звучание. Тексты песен стали заметно короче и в основном описывали ужасы войн, а идеология была скорее направлена на анархистские идеи, нежели на рабочий класс. Типичные представители: The Varukers, Disclose, Ratos de Porão, Anti-Cimex, Skitsystem. Группы Amebix и Antisect развили d-beat в краст-панк.

### Стычки с нацистами
По мере того, как ослабевали панк-сцена и Oi!-движение, росло число неонацистов на концертах. Привлечённые шумихой в прессе, они быстро понимали, что ошиблись адресом и мстили агрессией. В Пекхэме был избит наци-скинами Гарри Джонсон. На концерте Angelic Upstarts в 100 Club Гарри Бушелл подвергся нападению со стороны 15 нацистов (ни один из которых не был скинхедом). Здесь же неофашисты атаковали участников Infa-Riot. Си Спаннера пырнул ножом тот самый нацист, что пытался до этого зарезать Бастера Бладвессела из Bad Manners. Attila The Stockbroker подвергся нападению прямо на сцене в одном из клубов северного Лондона.
Зато на востоке Лондона расклад сил был иным. «Британское движение» было отсюда вытеснено усилиями одной только вестхэмовской группировки Inter City Firm. Решающей стала схватка в январе 1982 года, когда Скалли и другие Oi!-лидеры организовали марш в поддержку арестованного Касса Пенанта (участника ICF). «Британское движение» принялось угрожать организаторам, требуя отменить «демонстрацию в поддержку ниггера». На следующий день ICF планировали схлестнуться с болельщиками Тоттенхэма, но отменили встречу, а вместо этого объединёнными силами напали на нацистов, пьянствовавших в Boleyn Arms. С тех пор на трибунах «Вест Хэма» нацистов не появлялось: это был единственный клуб в Англии, который в те годы мог похвастаться таким достижением.
Поняв, что привлечь к себе Oi!-исполнителей не удается, неонацисты принялись организовывать собственные группы. На самом деле, первый концерт под эгидой Rock Against Communism был организован в Лидсе в 1978 г. с участием наци-панк-групп The Dentists и The Ventz. Был основан новый музыкальный жанр — RAC (Рок против коммунизма), возглавленный Skrewdriver, старой группой, о которой ещё в 1976 году в своём документальном фильме рассказала Джанет Стрит-Портер. Навстречу им вышли столь же радикальные неотроцкисты от панк-рока: The Redskins, Newtown Neurotics, Аттила-Маклер (Attila The Stockbroker), Сизинг Уэллс — и конфликт начался по новому кругу.
В некотором отдалении от всех этих волнений возникла новая разновидность Oi!-культуры, которую представлял фэнзин Hard As Nails (им заправляли два парня из Эссекса, оба члены Лейбористской партии). Новые Oi!-стеры, как и сам журнал, ориентированы были больше на фасоны, чем на политику, хотя пересекались каким-то образом со скутеристами (и журналом Pulped, издававшимся Джорджем Маршаллом). Меккой и тех и других стал лейбл Captain Oi! Records Марка Бреннана, специализировавшегося на панк-перевыпусках.

### Oi! как всемирное движение
Надежда на возрождение Oi-сцены в Британии появилась в 1986 году, когда новый лейбл Link Records дал возможность записаться таким группам, как Section 5 и Vicious Rumours. Однако всплеск этот оказался здесь последним. Зато Oi!-движение распространилось по всем странам и континентам, особое развитие получив в США, где его с самого начала рассматривали прежде всего как разновидность стрит-панка, что стало своеобразным парадоксом, так как тот является производным жанром от Oi!. В это же время стало угасать движение наци-панков

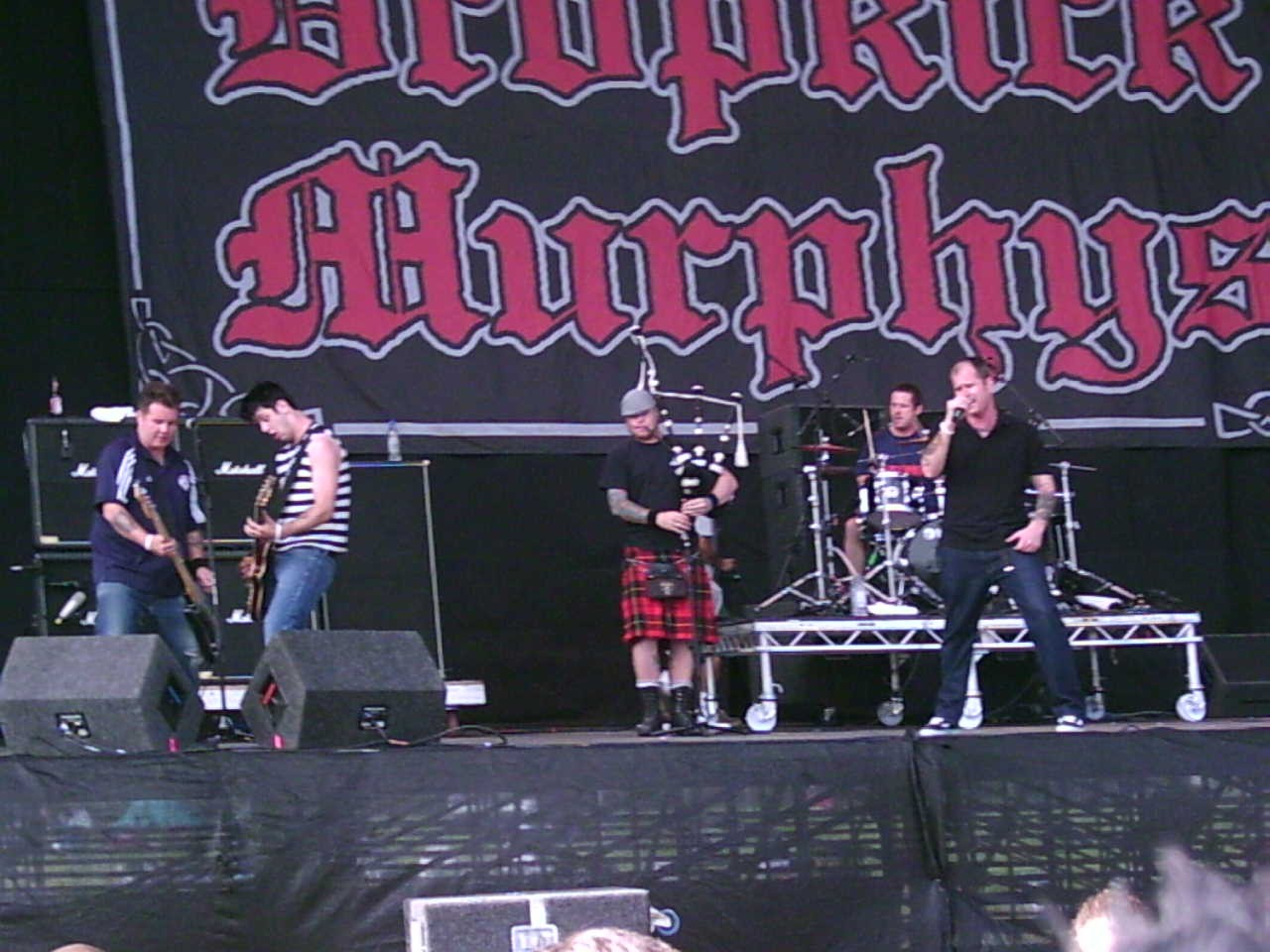
Dropkick Murphys

Первыми отреагировали на английский Oi! хардкор-группы: в частности, Agnostic Front, пригласившие The Business выступить за океаном. Первые американские Oi!-группы возникли здесь в 1981 году, спустя десятилетие известность приобрели Warzone и The Press. Новая волна интереса к Oi! возникла здесь в 90-х годах, в первую очередь благодаря Dropkick Murphys, а также — The Bruisers, Anti-Heroes и The Reducers. Под сильным влиянием Oi! находились и Operation Ivy, позже превратившиеся в Rancid. Участники NOFX говорили, что многим обязаны таким группам, как Blitz и Partisans.
В начале века[когда?] Oi!-движение охватило весь мир; оно возникло даже в Малайзии, причем его лидеры здесь настаивают: объединяться нужно не только «белым и чёрным», но — «белым, чёрным, жёлтым и коричневым». Андеграундная Oi!-сцена набирает силу в Китае.

Обретет ли когда-нибудь Oi! респектабельность? Сомневаюсь в этом. Но знаю точно: движение (которое, как написал когда-то NME, я «сам придумал»), не теряет силы и на третьем десятке жизни. Его посыл остаётся прежним. «Посмеяться и сказать, что думаешь», — это было в самую точку! Юмор — он, конечно, был очень простым у парней, которые отрывались в пабах, буйствовали на футбольных трибунах и наслаждались бунтарским рок-н-роллом. Но Oi! при этом ещё и возвысил голос против несправедливости, груз которой вынужден был нести на своих плечах молодой рабочий. В этом смысле Oi! стал действительно голосом улиц. В лучших своих проявлениях он выразил нечто большее, нежели обычный протест, — мечту: о лучшей жизни, общественных переменах, народном единстве. Оригинальный текст (англ.)Will Oi ever become respectable? I doubt it. But I do know this: the movement that NME once said I had “invented” is still going strong  as it enters its third decade. And the message is still the same as it always was.  Oi’s self-definition of ‘having a laugh and having a say’ got it right on the button. The laughs were ten a penny for Jack the Lads knocking back pints and pills and pulling at the pubs, rampaging at the football grounds and revelling in rebel rock’n’roll at the gigs. Oi reflected that, but it also cried out against the injustices weighed up against the young working class. In that sense Oi was a real voice from the backstreets, a megaphone for dead-end yobs. At its best it went beyond protest, and dreamed of a better life: social change; the kids united
— Гарри Бушелл, 13 мая 2001 года
В это же время начинают возрождаться знаковые группы 80-х. The 4-skins возродились в 2007 году под названием «Garry Hodges' 4-skins», обусловленным тем, что «главой» группы тогда был Гарри Ходжес — вокалист группы в 1979—1981 гг., а не Хокстон Том — основатель группы гитарист в 1979—1984 гг. Сам Хокстон прокомментировал это тем, что «4-skins играют музыку о молодости». Группа, по состоянию на 2015 год выпустила новый альбом, 3 сингла, 2 кавера на группу Slade. Angelic Upstarts постепенно вернули былую популярность с альбомом Sons of Spartacus и взрывной песней «Anti-nazi». Даже несмотря на это, вокалист Мензи, участник с самых ранних лет группы, решил уйти из неё, уступив своё место Крису Райту из Crashed Out. Коллектив также выпустил сборник Anthems Against the Scum, сборы с которого пошли в антифашистский фонд Cable Street Beat. Cockney Rejects продолжают радовать своих фанатов песнями, выполненными в стиле их раннего звучания. Sham 69 разделились и на данный момент существуют два коллектива с данным названием: первый — во главе с вокалистом Тимом Скаргиллом (распался в 2008 году), и второй — частично восстановленный первый состав во главе с Джимми Перси.